# Преобразование Дарбу
В математике преобразование Дарбу, названное так в честь французского математика Гастона Дарбу (1842–1917), представляет собой метод составления нового уравнения и его решения на основе известного уравнения и его решения. Оно широко используется в теории обратной задачи рассеяния, в теории ортогональных полиномов,   и как способ построения солитонных решений уравнения Кортевега-де Фриза .  С операторно-теоретической точки зрения этот метод соответствует факторизации исходного дифференциального оператора второго порядка в произведение дифференциальных выражений первого порядка и последующей замене этих множителей, и поэтому в математической литературе его иногда называют методом одиночной коммутации  . Преобразование Дарбу имеет приложения в суперсимметричной квантовой механике .  

## История
Идея этого преобразования восходит к Карлу Густаву Якобу Якоби . 

## Метод
Пусть {\displaystyle y=y(x)} является решением уравнения
{\displaystyle -y''(x)+q(x)y(x)=\lambda y(x),}
а {\displaystyle y=z(x)} является фиксированным строго положительным решением того же уравнения для некоторого {\displaystyle \lambda =\lambda _{0}}. Тогда для {\displaystyle \lambda \neq \lambda _{0}}, функция
{\displaystyle Y(x):=y'(x)-{\frac {z'(x)}{z(x)}}y(x)=z(x)\left({\frac {y(x)}{z(x)}}\right)'}
является решением уравнения
{\displaystyle -Y''(x)+Q(x)Y(x)=\lambda Y(x),}
где {\displaystyle Q(x)=q(x)-2\left({\frac {z'(x)}{z(x)}}\right)'.} Кроме того, для {\displaystyle \lambda =\lambda _{0}}, одним из решений последнего дифференциального уравнения является функция {\displaystyle 1/z(x)}, а его общее решение можно найти методом Даламбера:
{\displaystyle Y(x)={\frac {1}{z(x)}}\left(C_{1}+C_{2}\int ^{x}z^{2}(x)dx\right),}
где {\displaystyle C_{1}} и {\displaystyle C_{2}} являются произвольными константами.

## Задачи на собственные значения
Преобразование Дарбу изменяет не только дифференциальное уравнение, но и граничные условия. Это преобразование позволяет свести граничные условия, зависящие от спектрального параметра к граничным условиям, не зависящим от спектрального параметра, т.е. одному из граничных условий Дирихле, Неймана или Робина.     С другой стороны, оно также позволяет преобразовывать бесселовы (обратно квадратичные) особенности в граничные условия Дирихле и наоборот.   Таким образом, преобразования Дарбу связывают граничные условия, зависящие от спектрального параметра с бесселовыми особенностями. 